# أغسطس سيزر بويل
أغسطس سيزر بويل (بالإنجليزية: Augustus Caesar Buell)‏ هو كاتب أمريكي، ولد في 4 سبتمبر 1847 في نورويتش في الولايات المتحدة، وتوفي في 23 مايو 1904 في فيلادلفيا في الولايات المتحدة.